# Henry Rabusson
Henry Rabusson, född den 28 augusti 1850 i Neuilly-sur-Seine, död den 1 februari 1922 i Paris, var en fransk romanförfattare.
Rabusson, som räknas till Zolas efterföljare, moraliserade med skärpa, stundom gallsprängdhet den parisiska societeten. Av hans många romaner kan nämnas Dans le monde (1882), M:me de Givré (1883), Un homme d'au-jourd'hui (1887), L'épousée (1889), Monsieur Cotillon (1895), Œuvre de chair (1906) och Frissons dangereux (1908).